# あつむトイタウン
『あつむトイタウン』は、水城まさひとによる日本の4コマ漫画作品。芳文社の『まんがタイムジャンボ』、後に『まんがタイムスペシャル』にて連載

## ストーリー
鳴美鐘（なるみ あつむ）は、彼女の祖父が経営していた模型店「鳴鍾堂模型店」を前身とするおもちゃ屋「トイタウン都夢（ツム）」で働いている店員。店長の洋亮や経理担当のカズミ、幼馴染の薫平などの同僚店員とともに働く姿、店の利用客であるケータやサナなど子供達とのふれあう姿などを中心に描かれている。

## 登場人物

### 主人公
鳴美鐘（なるみ あつむ）
「トイタウン都夢」の前身である「鳴鍾堂模型店」のオーナーであった鳴美鍾一の孫で、「トイタウン都夢」の店員。作中では通常、平仮名で「あつむ」と表記されており、本項でも以下これに倣う。高校卒業後、反対する父・奏一を実家からの通勤を条件に半年以上かけて説得し、都夢の店員となった。なお、後に残業への対応のために、店の2階にあるアパートへの転居を申し出た時には、奏一の反対にしベソをかきながら諦めたところ、あつむの落胆ぶりを見て奏一の方があっさり折れて独り暮らしを許した。
元気で物怖じせず、何事にも前向きに取り組む性格で、店の同僚や利用客である子供達たちからも好かれる存在である。ただ、やや子供っぽい部分も残っていて、店の利用者や子供達からは子供扱いされる時もある。なお、あつむは著者の前作である『エン女医あきら先生』においても、第10巻82頁に一コマだけではあるが登場している。

### 「トイタウン都夢」の店員
沢木薫平（さわき くんぺい）
店の修理コーナー担当店員。「鳴鍾堂」時代からの常連で、あつむとは幼馴染であり、あつむは薫平のことを「ぺーちゃん」と呼んでいる。修理コーナーではおもちゃだけでなく、コピー機などの家電製品も修理している。当初より店2階のアパートに住んでおり料理は得意であるが、作ること自体は案外面倒に思っている。
渋木数弥（しぶき かずみ）
経理担当店員。作中では通常、片仮名で「カズミ」と表記され、本項でも以下これに倣う。金には厳しく、売り上げをいかにして上げるかに神経を遣っているが、お客のことも第一に考える人でもある。店の売り上げを上げるため、様々な販売促進イベントも企画している。薫平と同様に店2階のアパートに居住している。料理については総菜屋の娘であるにもかかわらず不得手であるが、酒は強い。
広野洋亮（ひろの ようすけ）
店長。前の店長（久部）の後を引き継いで店長となった。優しくきまじめな性格で、店長となってからは、修理コーナーを設けたり、昔からの利用客の子供や孫に合わせたおもちゃに力を入れるなどした結果、店の経営は安定しており、オーナーである澄江からの評価も良い。あつむ本人には言っていないが、いずれあつむに「店を返し」て次期店長とするまで、店を守り抜く決心を固めている。洋亮も薫平やカズミと同様に店2階のアパートに居住。
久部正人（くべ まさと）　
ベテラン店員で前店長で本人は「真店長」と自称している。鳴鍾堂模型店時代からの常連だったが、鍾一の死後に勤め先を退職して店を引き継ぎ店長となった。新人店員に対して高圧的な態度で接し、無理難題を押しつけることが多く、店員が定着しなかったため、オーナーである澄江によって名目上は新人のサポート役になってほしいという形で店長を降ろされた。店のメンバーの中では、唯一の既婚者である。

### 店の利用客
城（きづき）女史
自宅に工房を構えるネイリストで仕事に使うエアブラシの修理を依頼にやってくるトイタウン都夢の修理コーナーの常連客。城リサの母親。都夢で売っている、おもちゃのネイルアートキットを「（プロの目から見ても）よくできている」と評価し、これを利用してサナとあつむにネイルアートを施す。
坂月 飲兵衛（さかづき のんべえ）
トイタウン都夢の在する地区を管轄する所轄警察署の警察官（刑事）でモデルガンマニア。サボり魔の昼行灯で、事ある毎に都夢など近所の店に顔を出して時間をつぶしまくるが、いざという時には頼れる活躍を見せる男。カズミいわく「良識では計り知れない」人物。
帽子にジャケットかつ片目を伸ばした髪で隠しているという、かなり怪しい風体の人物でもあるが、実は某怪盗アニメに登場する主人公の相棒のファンであり、そのスタイルを自分なりにアレンジして真似たコスプレだと告白する。さらには、それをさらに完璧にするため、都夢に「エルエス社のコンバットマグナム3.5インチモデルガン」を注文する。
著者の他作品『おひまで署』の主人公の1人で、本作以外にもよく登場する人物。

#### 子どもたち
小学生（学年は不明）で「トイタウン都夢」の常連利用客。あつむと同レベルの精神状態で友だち状態に仲が良い。
三倉圭太（みくら けいた、通称：ケータ）
ステレオタイプのわんぱく小僧。学校の成績は全般的に悪く、頭の悪さを利用され、いつも親に言いくるめられて小遣いを減らされている。サナに惚れられているが、本人が色恋に興味を持っていないため、彼女の気持ちには全く気付けていない。
羽生真輝（はにゅう さなぎ、通称：サナ）
少しおませなところもある男勝りの少女。よく野球帽をわざと後ろ前に被っている。とはいえ年頃の少女らしく、おしゃれなどにも興味を持ち、気を使う一面を持つ。ケータの事が好きだが、いまいち素直になれない。その一方でかなりのヤキモチ焼きで独占欲も強く、ケータが他の女の子にみとれたり、義理とはいえチョコをもらうようなことがあると、とたんに機嫌が悪くなる。
松江豊（まつえ ゆたか、通称：マツヤン）
気が優しい小太りの少年。その性格から女の子たちから人気がある。
宮野純（みやの じゅん、通称：ミヤ）
ケータたちのクラスにやってきた転校生。父親の失職に伴い引っ越してきた。当初は友達が出来ずに苦しみ、その迷いから都夢で万引きをしようとするも、あつむの機転で周囲に知られることなく未遂に終わり、事なきを得る。その後、あつむを心配したケータたちから話を聞き、自らケータたちに万引き騒動の顛末を話してあつむに詫び、ケジメをつけて仲間となる。運動音痴だが手先は器用なメガネ少年。
城リサ（きづき リサ）
お洒落で年のわりに発育の良いツインテール少女。家はネイルアートスタジオ。都夢の修理コーナーの常連客であるネイリスト城女史の娘。自身もまたネイリストを志し、小指だけだがネイルアートを行っている。その際に素材を100円ショップで買い揃えており、安く良質なネイルアートを行うため自身の工夫を絶やさない。そのためおもちゃのネイルアートを買っていたサナを「お子様」とバカにしたが、現場を母親に見とがめられて叱られる。

### あつむの家族
鳴美澄江（なるみ すみえ）　
店のオーナーであつむの祖母、本業は占い師。夫で鐘の祖父である鍾一の死後、店を引き継いだが、おもちゃのことや店の経営には不得手だったため、店の運営は久部や洋亮達に任せている。
著者の他作品『スランプ占いのぞみさん』の主人公である占い師・叶のぞみは、澄江の孫弟子に当たる。
鳴美奏一（なるみ そういち）
あつむの父。過保護。
鳴美奏二（なるみ そうじ）・鳴美のどか（なるみ のどか）
あつむの叔父夫妻。あつむが幼い頃に事故死している。奏二は元々おもちゃメーカーの社員で、事故さえなければ彼が夫婦で「鳴鍾堂模型店」を継いでいるはずだった。
鈴緒（鳴美）響（すずお / なるみ ひびき）
あつむの姉。製薬会社に勤務しており配属は営業。あつむよりも「さばさば」かつ「ちゃっかり」しており、かなり「男らしい」性格。嫁入りしているため「鈴緒」姓となっている。トイタウン都夢が客向けのレンタル工房スペースを構えたことを知り、友人のエン女医あきら先生の主役である日向夫妻を紹介する。
家では大人しいあつむが店では積極的に行動していることに驚く。実は都夢が入っている商店街近辺のエリア営業担当者。
鈴緒 結司（すずお ゆうじ）
響の夫で、あつむの義兄。性格的に、かなり大人しく印象は薄い。

## 劇中劇
「おもちゃ屋」という舞台を扱う作品であるがゆえに、いわゆる「キャラクター商品」の扱いを演出するため、様々な劇中劇が登場する。

### マスク・ヒーロー・シリーズ
著者の前作である『エン女医あきら先生』から引き続き登場している劇中劇のシリーズ。平成仮面ライダーシリーズの各作品をモチーフとしている。
マスク・ヒーロー 爪（マスク・ヒーロー タロン）
カラスと悪魔をモチーフとしたマスク・ヒーロー。「爪」の部分は「TALON」と英語での表記も存在する。主人公のはずだがあつむは初見の際に「これはわるものです！」と言い放ってしまう。また洋亮にも「（最近の）ヒーローものは外見で善悪が判断できない」とコメントさせてしまう。
元々のモチーフは『仮面ライダーキバ』。
マスク・ヒーロー デュプリケイド
鏡（鏡像）とスキャナーおよび印刷機（コピー機）をモチーフとしたマスク・ヒーロー。名前も「複製」を意味する「デュプリケート」からきている。頭部装甲を展開させると鏡面となっている頭が登場し、そこに敵の頭を映しこみトレースさせる事で、相手の能力のすべてをコピーして戦闘に用いる究極のマスク・ヒーロー。また、一度戦った（＝トレースした）相手のデータはカードに備蓄され、これを変身ベルトに読み込ませることで再びその存在に変身することができる。変身時にはベルトから「トレース！ デュプリケイド！」の音声が流れる。
作品内においては歴代のマスク・ヒーローが敵であり、デュプリケイドはその歴代マスク・ヒーローと戦う事で、彼らの力を自らのものとしていく。なお、戦う歴代のマスク・ヒーローは放映当時の演者・設定によるものではなく、設定は新たに作り替えられ演者は新規に別人を起用している。これは放映当時を知らない（知ることのできない）子どもたちへの配慮（原作を知らない人間でも理解できるようにするための工夫）であると洋亮が解説している。
本編ではあつむが玩具の変身ベルトで遊ぼうとして電池を入れ忘れる。また数弥は自分のウェストの細さをアピールしようと変身ベルトを無理に装着して固定金具を壊してしまう。
元々のモチーフは『仮面ライダーディケイド』。
マスク・ヒーロー ナアガ
新マスク・ヒーロー・シリーズ初代作。モチーフは蛇。デュプリケイドに登場するマスク・ヒーローは、この作品から後のもの。
元々のモチーフは『仮面ライダークウガ』である。
マスク・ヒーロー バイト
新マスク・ヒーロー・シリーズ2代目作。ナアガをモチーフにして発展デザインされたマスク・ヒーロー。
元々のモチーフは『仮面ライダーアギト』である。
マスク・ヒーロー鎧匱（マスク・ヒーロー がいき）
新マスク・ヒーロー・シリーズ3代目作。バイトを元として鎧と棺をモチーフとしてデザインされたマスク・ヒーロー。
元々のモチーフは『仮面ライダー龍騎』である。
シリーズ第4作『マスク・ヒーロー 666』（マスク・ヒーロー サイス）からシリーズ第8作『マスク・ヒーロー 天王』（マスク・ヒーロー てんおう）まではエン女医あきら先生の該当項目を参照
マスク・ヒーロー ディゾルブ
二重人格のマスク・ヒーロー。二つの人格の相互理解と融和（統合）がテーマ。名前のディゾルブも「融合」から来ている。通常人格のマスク・ヒーロー ジャスティスとサブ人格のマスク・ヒーロー ヴァイスがフォームチェンジによって入れ替わり、この2つの人格が協力・融合する事によって真のフォーム（最強形態）であるマスク・ヒーロー ディゾルブに変身する。
なお変身のエフェクトはフルCGであるため、玩具での再現には相当な無理があり、シリーズ玩具の耐久性がかなり弱い。そのために都夢の修理コーナーはかなり繁盛した。
元々のモチーフは『仮面ライダーW』である。
マスク・ヒーロー 零s / RAISE（マスク・ヒーロー レイズ）
カジノ（カジノチップ、ポーカーおよびブラックジャック、スロットなど）をモチーフにしたマスク・ヒーロー。変身ベルト「チップディーラー」に自らの魂から生成されたチップを賭ける（レイズする）事によって変身する。戦いに負ければ賭けた分だけのチップ（＝命・寿命）が失われ、勝てばそれに見合っただけのチップが払い戻される。中盤から登場する追加装備として賭けの勝率を上げるための「ルーレッター」（スートルーレットのアウトサイドベットがモチーフ）が登場。
元々のモチーフは『仮面ライダーオーズ/OOO』である。
マスク・ヒーロー ヴェルナ
宇宙をモチーフとしたマスク・ヒーロー。宇宙船を外観モチーフとし、物語の舞台も宇宙船内という閉鎖空間上で繰り広げられるスペースオペラ作品。「破滅の闇か、無限の光か」がキャッチコピー。本作で最後に登場したマスク・ヒーロー・シリーズ。
元々のモチーフは『仮面ライダーフォーゼ』。

### プリティアシリーズ
本作に登場する戦闘美少女もの。モデルはプリキュアシリーズだが、各作品に対しては前述のマスク・ヒーロー・シリーズのような対応するモチーフ作品は存在しない。
プリティアライトニング
雷をモチーフとし、人間たちの生命エネルギーを守るために生まれたプリティア。雷光の戦士「ティア・フラッシュ」に変身する写真が好きな少女充輝 瞬（みつるぎ しゅん）、雷撃の闘士「ティア・ヒート」に変身する格闘少女灯輝 炎（ともすぎ ほむら）、雷鳴の騎士「ティア・ドラム」に変身するドラマー少女轟輝 鳴（とどろき めい）の3人からなる。
地球にあふれる生命エネルギーを搾取せんと降り立った「漂流惑星ストーム」が敵組織。不慮の事故によって命を落とした主人公たちはストームによって星を滅ぼされたとされる科学者によって、生命エネルギーを吹き込まれて蘇り、生命の守護戦士「プリティア」として戦う運命を受け入れる事となる。ところが「ストーム」が生命エネルギーを搾取するのは、本来彼らが持っていたエネルギーが失われていたためであった。その原因こそプリティアたちを蘇らせた科学者本人であり、実は科学者はストームたちのエネルギーを奪い独占しようとしていた犯罪者だった。さらには科学者が奪ったエネルギーと言うのはプリティアたちを蘇らせた生命エネルギーそのものであり、地球とストームが救われる唯一の方法はプリティアたちが自らの命を捧げて再び死ぬ事だった。プリティアたちは世界を守るか、自らの命か選択を迫られる事となる。
著者・水城が中学生時代に考えた設定を流用した劇中劇であり、発想当初は主人公たちは少年だった。

## 「トイタウン都夢（ツム）」について
あつむが勤めている「トイタウン都夢」の前身は鐘の祖父鍾一が経営していた「鳴美模型店」で、手に入りにくい塗料や材料も扱っていたため、ファンには喜ばれていた。しかし、ウィンドーに飾られたミニカーを見たあつむが「おもちゃの町」と喜んだことから店の看板を現在の名称に掛け替え、おもちゃも扱うようになり現在に至っている。なお、おもちゃ屋となった現在でも店の半分は模型を扱っている。店で扱うおもちゃはキッズトーイが主であるものの、ぬいぐるみやファンシーグッズ、また始業務であるスケールモデルのプラモデルなどについては大人の利用客も買っていく。また希望者には長期在庫品をメーカーや問屋に問い合わせ、時にオークションの代理購入も行っているため、利用客の年齢層はかなり広い。店がある建物の2階は澄江が経営するアパートとなっているが、住んでいるのは薫平とカズミ、洋亮、あつむの4人だけなので実質的には店の社員寮となっている。

## 書誌情報
- 水城まさひと『あつむトイタウン』 芳文社〈まんがタイムコミックス〉、全2巻
  1. 2010年8月22日第1刷発行（2010年8月7日発売[2]）、ISBN 978-4-8322-6876-0
『まんがタイムジャンボ』2008年12月号 - 2009年9月号
『まんがタイムスペシャル』2009年11月号 - 2010年5月号
  2. 2011年11月22日第1刷発行（2011年11月7日発売[2]）、ISBN 978-4-8322-6876-0
『まんがタイムスペシャル』2010年7月号 - 2011年12月号